# Хемптон (Мериленд)
Хемптон (енгл. Hampton) насељено је место без административног статуса у америчкој савезној држави Мериленд.

## Демографија
По попису из 2010. године број становника је 5.052, што је 48 (1,0%) становника више него 2000. године.
| Група             | 2000.         | 2010.         |
| Белци             | 4.518 (90,3%) | 4.479 (88,7%) |
| Афроамериканци    | 74 (1,5%)     | 84 (1,7%)     |
| Азијати           | 300 (6,0%)    | 275 (5,4%)    |
| Хиспаноамериканци | 74 (1,5%)     | 118 (2,3%)    |
| Укупно            | 5.004         | 5.052         |